# Teaser
Teaser är en kort trailer för en film. Begreppet teaser betyder "retare" och kommer av att man ska reta publiken att vilja se filmen. En teaser innehåller vanligtvis lösryckta filmsekvenser som ska intressera tittaren utan att avslöja handlingen. Ibland innehåller den även material som inte kommer från inspelningen. En teaser kan släppas långt i förväg. Särskilt för långfilmer brukar en teaser följas upp med en ordinarie trailer.
Ordet teaser kan även användas i relationer, till exempel att fånga någons intresse.
Teaser, teaser site eller teaser url är synonymt med en webbsida som ska locka besökare till en annan webbsida. Ibland används vilseledande eller provokativa metoder. Exempelvis kan den länka till en webbsida som handlar om något helt annat än den ger uttryck för.